# Starycia (obwód charkowski)
Starycia (ukr. Стариця) – wieś na Ukrainie, w obwodzie charkowskim, w rejonie czuhujewskim, w hromadzie Wołczańsk. W 2001 liczyła 486 mieszkańców.